# Teodato II di Costantinopoli
Teodato II noto anche come Teodosio (in greco Θεόδοτος o Θεοδόσιος?; ... – ottobre 1154) è stato un arcivescovo ortodosso bizantino, che ha ricoperto la carica di Patriarca ecumenico di Costantinopoli tra il 1151 e il 1154.
Teodato era un abate presso il Monastero della Resurrezione a Costantinopoli. Il suo regno di due anni come Patriarca di Costantinopoli fu senza episodi di rilievo e morì in carica. Fu Patriarca durante il dominio dell'imperatore bizantino Manuele I Comneno. Giovanni Cinnamo riporta solo che Teodoto era "esperto nella disciplina ascetica".

## Accuse di eresia
Una lettera del metropolita di Efeso, Giorgio Tornikes, al metropolita di Atene, Giorgio Bourtzes, riporta come Tornikes fu quasi linciato dalla "maleducata massa del clero di Santa Sofia" quando si oppose al loro piano di risparmiare sulle spese per il funerale di Teodoto. Il desiderio di negargli la piena misura del funerale di stato potrebbe essere stato dovuto alle accuse secondo cui il patriarca era un bogomilita, un'accusa sollevata dal patriarca eletto di Antiochia, Soterichos Panteugenos, che usava la "mano nera e appassita" di Teodato morto come prova della sua eresia.